# Pierre Carlier (historien)
Pour les articles homonymes, voir Pierre Carlier et Carlier.
Pierre Carlier, né le 31 janvier 1949 à Saint-Mandé et mort le 25 juillet 2011 à Chatou, est un historien français.

## Biographie
Ancien élève de l'École normale supérieure (promotion 1968 Lettres) et agrégé de lettres classiques, Pierre Carlier obtient le titre de docteur ès lettres en 1984 avec une thèse sur la royauté en Grèce.
Il enseigne à Strasbourg de 1972 à 1985 puis il est nommé professeur des universités en histoire grecque à l'Université de Nancy 2 de 1985 à 1997.
En 1997, il rejoint l'université de Paris X-Nanterre.

## Publications
- Démosthène, Paris, Fayard, 1990
- La royauté en Grèce avant Alexandre, collection « Études et travaux publiés par le Groupe de recherche d'histoire romaine de l'Université des sciences humaines de Strasbourg », Strasbourg, Association pour l'étude de la civilisation romaine, 1984
- Nouvelle histoire de l'Antiquité. 3, Le IVe siècle grec jusqu'à la mort d'Alexandre, collection « Points. Histoire », Paris, Le Seuil, 1995
- Dir. : Le IVe siècle avant J.-C. : approches historiographiques, collection « Travaux et mémoires. Études anciennes », Nancy, ADRA & Paris, de Boccard, 1996 [actes d'un colloque organisé à Nancy en septembre 1994]
- Homère, Paris, Fayard, 1999
- Christian Bouchet et Bernard Eck (présentation), Pierre Carlier, un esprit de finesse : recueil d’articles, Pessac, Ausonius éditions, coll. « B@sic » (no 2), 2022 (lire en ligne)Publié en hommage à Pierre Carlier, le volume est une réédition de 31 de ses principaux articles.